# Pariana trichosticha
Pariana trichosticha är en gräsart som beskrevs av Thomas Gaskell Tutin. Pariana trichosticha ingår i släktet Pariana och familjen gräs. Inga underarter finns listade i Catalogue of Life.